# سیستم ذخیره ملی

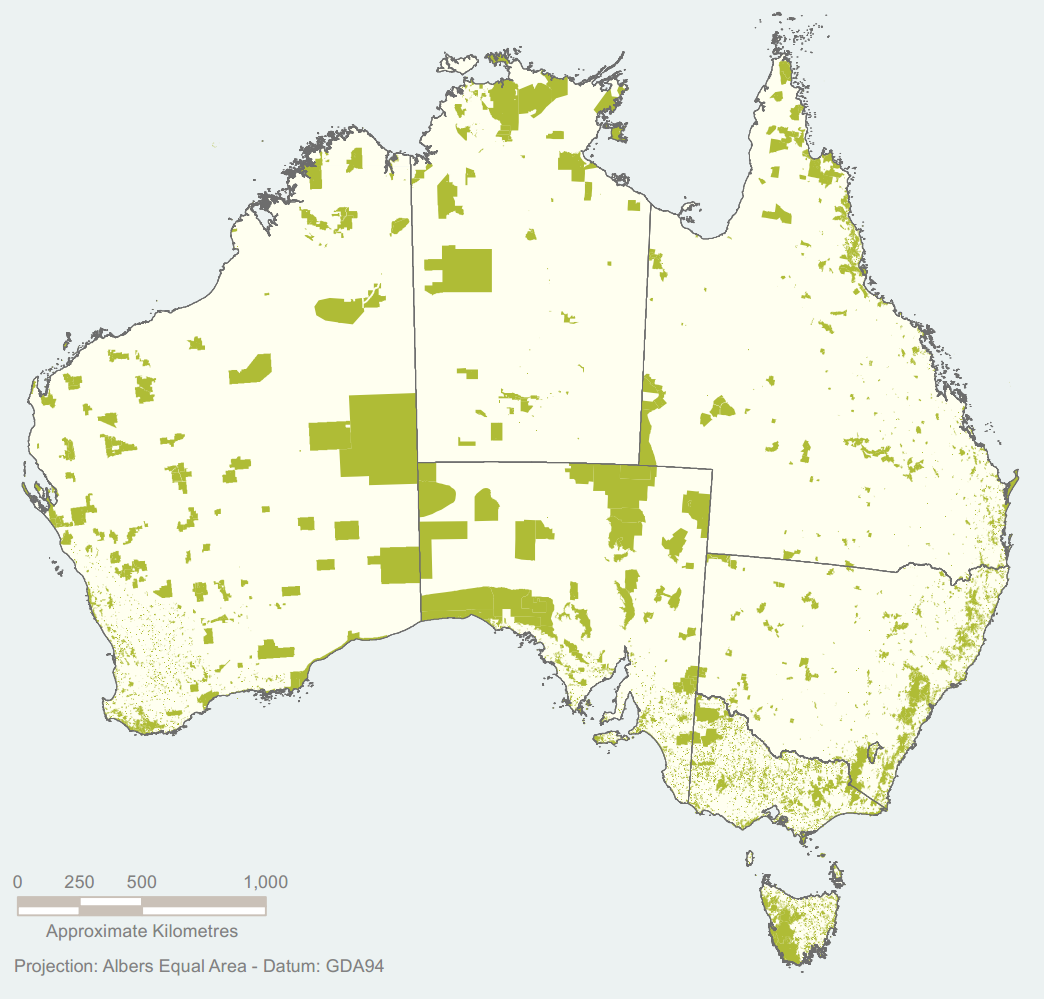
مکان‌های سیستم ذخیره‌گاه ملی در استرالیا (با رنگ سبز نشان داده شده است)

سیستم ذخایر ملی استرالیا (NRS) شبکه‌ای از بیش از ۱۰٬۰۰۰ منطقه حفاظت‌شده مشترک‌المنافع به علاوه ایالت‌ها و قلمروها است که در مجموع، در مقیاس ملی، از بیش از ۱۳۷ میلیون هکتار (۳۴۰ میلیون جریب فرنگی) حفاظت می‌کنند. بیش از ۱۷٪ از قاره، از تنوع زیستی منحصر به فرد و مهم‌ترین مناظر زیست‌محیطی برای نسل‌های آینده. هدف NRS حفاظت از تنوع زیستی تمام مناظر بومی، گیاهان و جانوران در سراسر استرالیا از طریق حفاظت استراتژیک از زیستگاه‌ها است. این شامل مناطق عمومی، بومی و خصوصی حفاظت‌شده از خشکی و آب‌های شیرین داخلی است.
به عنوان بخشی از برنامه مشارکتی سیستم ذخیره‌گاه ملی، چارچوب منطقه‌ای‌سازی زیست‌جغرافیایی موقت برای استرالیا به عنوان ابزاری برای برنامه‌ریزی جهت کمک به شناسایی مناطق دارای اولویت توسعه داده شد.

## مناطق حفاظت‌شده در زمین‌های خصوصی
مناطق حفاظت‌شده خصوصی شامل مناطقی هستند که مالکان آنها قراردادهای «دائمی» منعقد کرده‌اند و این قراردادها تحت نظارت قوانین مختلف ایالت‌ها، قلمروها و مشترک‌المنافع استرالیا قرار دارند. در پی این قوانین، ایالت‌ها، سرزمین‌ها و کشورهای مشترک‌المنافع، ثبت زمین‌ها و قراردادهای آنها را انجام می‌دهند. برای مثال به فهرست ایالت نیو ساوت ولز مراجعه کنید.

## تاریخچه
اقدام دولت استرالیا برای ایجاد این سیستم ذخیره‌گاه ملی، به عنوان بخشی از تعهد این کشور به تحقق اهداف آن کنوانسیون، توسط کنوانسیون بین‌المللی تنوع زیستی آغاز شد. به‌طور خاص، پس از امضا و تصویب کنوانسیون در سال ۱۹۹۲ ، نخست‌وزیر وقت، پل کیتینگ، اعلام کرد
اگر می‌خواهیم جایگاه خود را به عنوان منطقه‌ای با تنوع زیستی بالا حفظ کنیم، ایجاد یک سیستم جامع از مناطق حفاظت‌شده حیاتی است. این مناطق علاوه بر اینکه از نظر اکولوژیکی پایدار باشند، باید نمایانگر طیف کاملی از اکوسیستم‌ها باشند. دولت متعهد به توسعه یک سیستم جامع ملی از پارک‌ها و ذخایر است. این امر با همکاری ایالت‌ها و مناطق محقق خواهد شد.
در ۴ سال اول (۱۹۹۲–۱۹۹۶) ۱۱٫۲ دلار میلیون دلار برای ایجاد این سیستم هزینه شد و با همکاری و توافق ایالت‌ها و سرزمین‌های استرالیا، ۵۶۰۰ ملک (که تقریباً ۶۰ میلیون هکتار (۱۵۰ میلیون جریب فرنگی) را پوشش می‌دهد)) در این سیستم گنجانده شد و یک برنامه جدید منطقه حفاظت شده بومی (IPA) آغاز شد تا برخی از ارزشمندترین و نادرترین مناظر زیست‌محیطی در زمین‌های متعلق به بومیان استرالیا را در بر بگیرد. تا سال ۲۰۰۳، ۱۷ منطقه حفاظت‌شده بومی اعلام شد که به‌طور قابل توجهی به NRS اضافه شد.
در طول ۱۰ سال آینده (۱۹۹۶–۲۰۰۷)، با سرمایه‌گذاری قابل توجه بیشتر (از طریق صندوق میراث ملی) ۳۰ میلیون هکتار (۷۴ میلیون جریب فرنگی) مورد دیگر به سیستم ذخایر ملی اضافه شد که دو سوم آن مناطق حفاظت‌شده بومیان بودند. در این مدت، از سال ۱۹۹۹، تاسمانی در سرمایه‌گذاری در مشارکت‌ها برای ایجاد مناطق حفاظت‌شده در سایر زمین‌های خصوصی پیشگام شد؛ و تا سال ۲۰۰۵، همه ایالت‌ها و سرزمین‌ها تعهد مشترک خود را به آنچه که قرار بود به عنوان «پرچمدار ملی در حفاظت از تنوع زیستی» توصیف شود، مجدداً تأیید کردند.
سیستم ذخایر ملی همچنان از اولویت‌های دولت استرالیا است و بودجهٔ مداوم آن «مناطقی با سطوح پایین حفاظت، از جمله ساوانای نیمه‌گرمسیری از کیپ یورک تا کیمبرلی، منطقهٔ چمنزار میچل در شمال غربی کوئینزلند و استرالیای مرکزی خشک را هدف قرار می‌دهد؛ سرمایه‌گذاری مداوم در مناطق حفاظت‌شدهٔ بومی؛ به علاوهٔ یک استراتژی جدید برای سیستم ذخایر ملی که اولویت‌ها و اقداماتی را که باید در ۲۰ سال آینده انجام شود، مشخص می‌کند.

## ارزیابی
NRS توسط صندوق جهانی طبیعت به عنوان یک اقدام حفاظتی موفق و مقرون به صرفه مورد ستایش قرار گرفته است. مدل‌سازی سازمان پژوهش‌های علمی و صنعتی همسود به این نتیجه رسیده است که NRS یک ابزار حفاظتی مهم برای مقابله با اثرات تغییرات اقلیمی در استرالیا بر محیط زیست خواهد بود.